# Lijst van Chinese ambassadeurs in Zweden

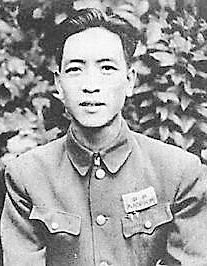
Geng Biao

Dit is een lijst van Chinese afgevaardigden en ambassadeurs in Zweden. In januari 1950 erkende Zweden de Volksrepubliek China en nam Hsieh Wei-lin zijn ontslag als China's ambassadeur in Stockholm. Op 9 mei van datzelfde jaar vestigden de Volksrepubliek China en Zweden formele diplomatieke betrekkingen.

## Qing-dynastie
- Binchun (1866)
- Anson Burlingame (1869)

## Republiek China
- Yen Wei Ching (1916-1920)
- Tchang Tsou Seng (1920-1922)
- Tai Tch'enne Linnen (1922-1925)
- Tseng Tsung-Kien (1926-1929)
- Chu Chang Nien (1929-1934)
- Beue Tann (1934-1936)
- Wang King-Ky (1936-1938)
- Hsieh Wei-lin (1938-1947)
- Hsieh Wei-lin (1947-1950)

## Volksrepubliek China
- Geng Biao (1950 - 1956)
- Han Nianlong (1956 - 1958)
- Dong Yueqian (1959 - 1964)
- Yang Bozhen (1964 - 1969)
- Wang Dong (1969 - 1971)
- Wang Luming (1972 - 1974)
- Qin Lizhen (1974 - 1979)
- Cao Keqiang (1979 - 1982)
- Wang Ze (1983 - 1984)
- Wu Jiagan (1984 - 1988)
- Tang Longbin (1988 - 1993)
- Yang Guirong (1993 - 1997)
- Qiao Zonghuai (1997 - 1998)
- Wang Guisheng (1998 - 2001)
- Zou Mingrong (2001 - 2004)
- Lu Fengding (2004 - 2008)
- Chen Mingming (2008 - 2011)
- Lan Lijun (2011 - heden)